# Villacastín
Villacastín es un municipio y localidad española de la provincia de Segovia, en la comunidad autónoma de Castilla y León.  El término municipal tiene una población de 1525 habitantes (INE 2024).

## Toponimia
El topónimo del lugar ha sido objeto de diversas teorías populares pero los estudios formales apuntan que Castín o Castil es lo mismo que Castillo, derivado del latín Castrum de igual manera que ocurre con Castilla, y que significa campamento fortificado. No es de extrañar que tenga la misma procedencia que Foncastín (Valladolid) al cual se refieren algunos escritos como PontCastilla. Tampoco puede pasarse por alto la condición fronteriza que tenía este lugar en el siglo XI, lo que apunta a que su denominación provenga de Villa Castilla, quizás entendiéndose Castilla como lugar fortificado o bien atendiendo a que «las incursiones cristianas procedieron de la Billa de Castilla».
Los dos castillos que aparecen en su escudo podrían deberse a la fuerte adhesión y lealtad de este lugar a la Corona y al Reino de Castilla.

## Geografía
Integrado en la Comunidad de Ciudad y Tierra de Segovia, concretamente en el Sexmo de San Martín, se sitúa a 36 kilómetros de la capital segoviana. El término municipal está atravesado por la autopista del Noroeste AP-6, además de por la autopista AP-51, que se dirige hacia Ávila, y por las carreteras N-6 entre los pK 81 y 89 y N-110 entre los pK 224 y 231.

El relieve del municipio es predominantemente llano pero situado a gran altitud y en pendiente descendente desde el sureste, donde se divisa la sierra de Guadarrama, hacia la meseta segoviana. Presenta sin embargo algunas elevaciones destacables, como son el Alto de las Atalayas (1507 metros), en la sierra de Ojos Albos, el Alto de San Bernabé (1384 metros), en el límite con Navas de San Antonio o el Alto de los Cebollos (1375 metros). El municipio está regado, entre otros, por los ríos Cardeña y Voltoya, además de por algunos arroyos. La altitud oscila entre los 1600 metros en el extremo sureste y los 980 metros al norte. El pueblo se alza a 1096 metros sobre el nivel del mar. 

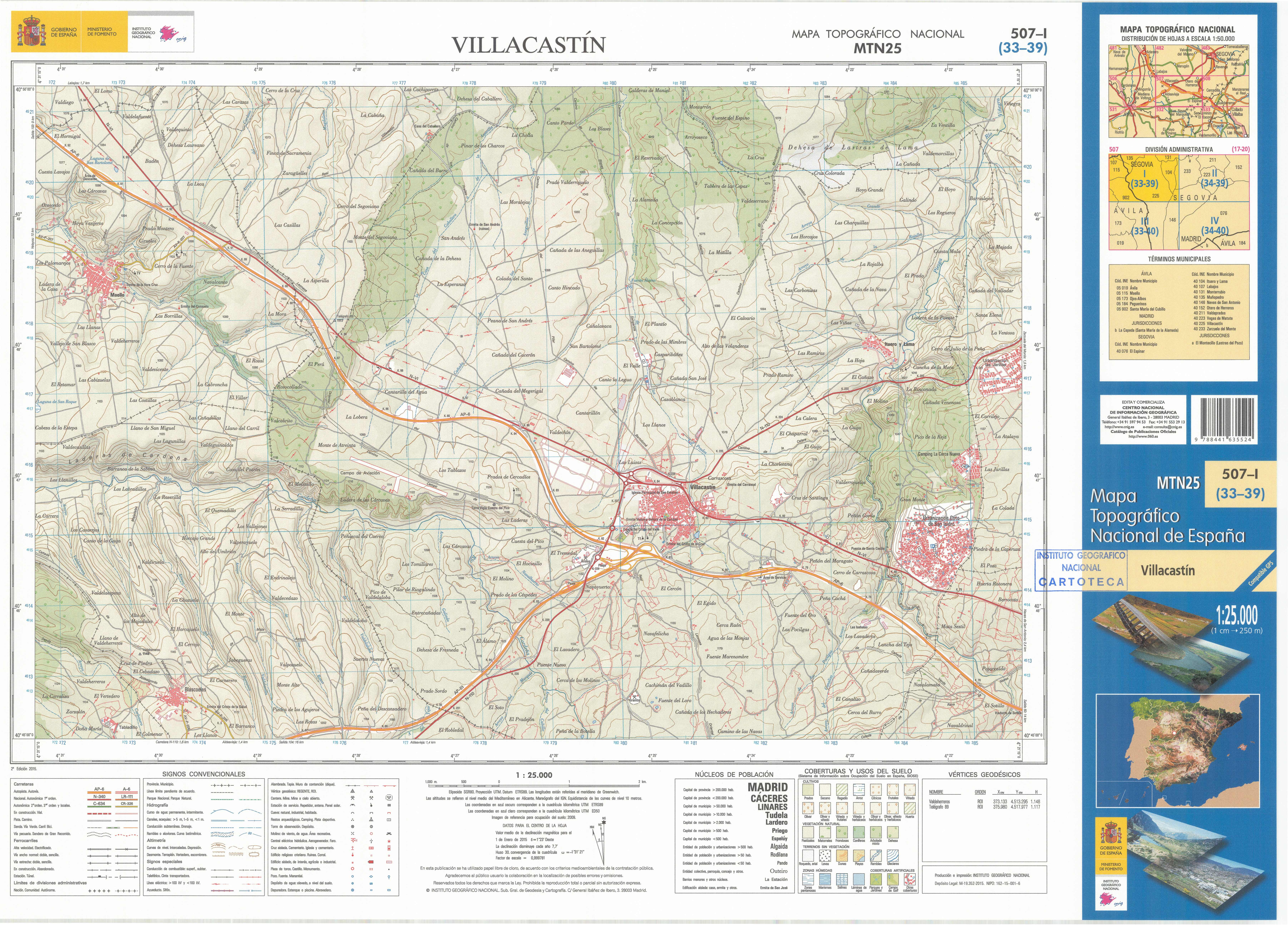
Fragmento de la hoja 507 del Mapa Topográfico Nacional de España de 2015 en el que se representa parte de Villacastín

| Noroeste: Muñopedro                                     | Norte: Muñopedro y Marugán         | Noreste: Monterrubio                       |
| Oeste: Maello (Ávila) y Santa María del Cubillo (Ávila) |                                    | Este: Ituero y Lama y Navas de San Antonio |
| Suroeste: Santa María del Cubillo (Ávila)               | Sur: Las Navas del Marqués (Ávila) | Sureste: Navas de San Antonio              |

## Historia

### Prehistoria
Existe un yacimiento de gran importancia paleontológica datado en el Pleistoceno Medio, en el que se encontraron restos de mamíferos (por ejemplo, el primer ejemplar de turón en la península) y de evidencias de presencia humana (homínidos) como lascas y huesos pulidos. Fue descubierto en 1986 por Alfonso Arribas Herrera (Fac. Ciencias Geológicas, UCM).
En 2001 las obras de construcción de la AP-51 descubrieron otro yacimiento datado en la Edad de Piedra y ocupado hasta la época visigoda.

### Reconquista

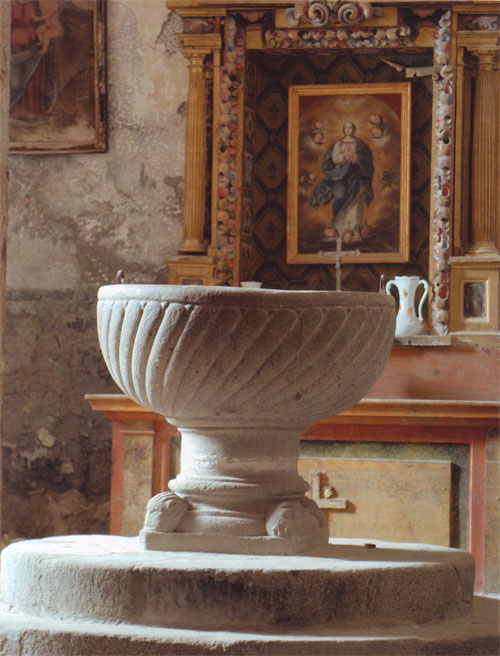
Pila bautismal románica, de grandes dimensiones

En julio del año 939, el grueso del ejército omeya con el propio califa Abd al-Rahmän III al frente, cruza la frontera por el Ballät Humayd (Balatome, hoy Tablada en el puerto de Guadarrama) destruyendo todo a su paso desde Villacastín hasta Simancas, donde es derrotado por los cristianos. En el siglo XI cuando los cristianos ganaron la iniciativa, se congregaban en este lugar para atacar la zona de Mayrit (Comunidad de Madrid), un sistema defensivo formado por atalayas y fortalezas (como la atalaya de Torrelodones) que había sido creado por los musulmanes para proteger Toledo. Los Caballeros cristianos utilizaron la sierra como defensa natural y la ubicación de Villacastín, protegida por el valle del Piezga e indivisable desde el sur, para realizar incursiones contra los "infieles" del otro lado. En esta época la población estuvo formada principalmente por hombres de armas y religiosos. Repartidas por el núcleo urbano había hasta catorce cruces (vía crucis) que lo rodeaban, de las que hoy solo quedan unas pocas, la más importante se encuentra al sur en el alto según se sale hacia Madrid y es conocida como cruz de Santiago.
En la actualidad, el nombre de una de las calles principales, la calle de Los Caballeros y la Cruz de la Orden de Santiago que aparece en algunos de los escudos nobiliarios, recuerdan a los castellanos que libraron batalla contra el ejército musulmán.

### Baja Edad Media
A lo largo de la Edad Media su población fue creciendo conforme lo hizo su boyante economía hasta convertirse en el núcleo rural más densamente poblado de toda la provincia de Segovia. El Quejigar, la Matilla, Alameda, Collado, Rioviejas, Fresneda o Maniel, fueron pequeñas aldeas surgidas a raíz de la repoblación cristiana, que desparecieron al trasladarse sus pocos vecinos al núcleo de población principal. Perteneció al Sexmo de San Martín de la Comunidad de ciudad y tierra de Segovia.

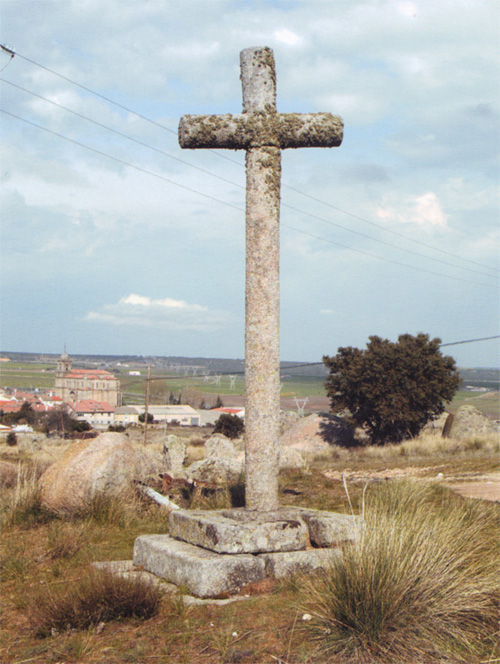
La Cruz de Santiago despedía a los Caballeros de Castilla

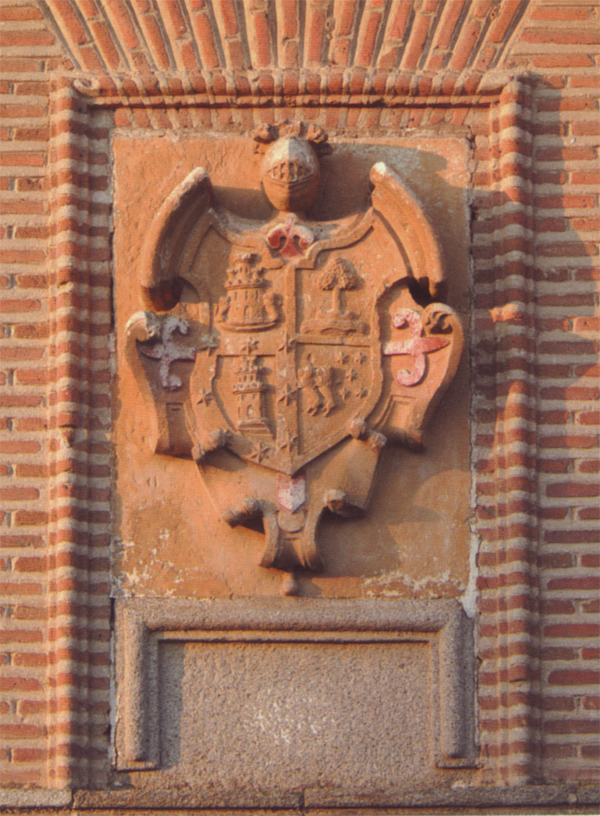
Orden de Santiago. Blasón de la familia La Torre en la calle de Los Caballeros

Entre 1327 y 1466 la villa asciende en relevancia. En Villacastín se situaron las arcas del Honrado Concejo de la Mesta que tuvieron una enorme influencia (existen varios grabados que hacen referencia a esto en los puentes de Valsordo y de Santa Yusta en Cebreros). El Puente del Campo Azálvaro sobre el río Voltoya sirvió para contar las cabezas ovinas que eran esquiladas y para el cobro de las alcabalas a los ganaderos.
Navalpino, la población vecina situada a 5 km, había contemplado durante décadas cómo sus vecinos se mudaban progresivamente a Villacastín atraídos por sus oportunidades económicas, y cómo gran parte de su término municipal era adquirido por los poderosos nobles de la Mesta residentes en la villa. Por ello, en 1450 el concejo de Navalpino firma un tratado de fusión con Villacastín por el que Navalpino desaparece. La expansión de la villa suscita recelos entre los ituereños que estaban unidos al concejo de Villacastín desde 1437, y deciden «desatar y deshacer la vecindad» el 31 de marzo de 1497. Reunidos nombran tres jueces que resuelven que se pongan mojones «...un hierro del castillo por Billacastin y un hierro en forma de F por Fituero...» en cada coto. Los mojones fueron expoliados. El emblema del concejo villacastinense, el castillo, perdura en las esquinas superiores de la casa consistorial.
El núcleo urbano llegó a contar con 5000 vecinos (muy elevado para la época), y un indeterminado número de trabajadores de temporada, además del paso de viajeros que allí pernoctaban. Su oferta de empleo atraía incluso a trabajadores alemanes. Llegó a rivalizar en importancia con la ciudad de Segovia. Prueba de ello es que durante el siglo XV, María de Aragón, reina de Castilla entre 1418 y 1445 por su casamiento con Juan II, vivió un número indeterminado de años en Villacastín hasta su muerte en la villa. Su hijo heredó el trono castellano como Enrique IV durante cuyo reinado, en junio de 1473, se congregó en Villacastín a los procuradores de la Hermandad General del Reino en la denominada Junta de Villacastín, con el fin de crear una institución de ámbito nacional capaz de combatir el crimen, la falta de autoridad y a los malhechores. Estas primeras leyes civiles fueron conocidas como Leyes de Villacastín. La muerte del monarca provocó que no se pusieran en marcha, pero sirvieron como antecedente y punto de partida para que los Reyes Católicos creasen la Santa Hermandad Nueva en 1476.

### Edad Moderna
La bonanza económica y el pleno empleo en Segovia gracias a la fabricación de los paños segovianos, conocidos internacionalmente, hizo que muy pocos de sus habitantes se arriesgaran en el descubrimiento de América. Sin embargo, hasta 22 villacastinenses buscaron fortuna al otro lado del Atlántico. En el siglo XVI, en el Imperio Hispánico no se ponía el sol, lo que coincide con la época de mayor esplendor de esta población. En 1512, nace Fray Antonio de Villacastín, Aparejador del Monasterio de El Escorial y hombre de confianza del rey Felipe II.
En la Guerra de las Comunidades de Castilla, las clases medias y altas de las ciudades castellanas se sublevan contra el rey por la progresiva pérdida de su influencia sobre el pueblo llano, en favor del poder real. Villacastín en su rivalidad con Segovia, no se subleva. El rey otorga la independencia temporalmente a las localidades que le respaldan: Villacastín y El Espinar. En el único episodio que tuvo lugar un grupo de rebeldes que avanzaron hacia Villacastín por el noroeste, se retiraron sin presentar batalla tras verse superados en número y contundencia, llevando a cabo sabotajes e incendiando los montes de La Segoviana y Valdechín en el transcurso de su huida. El ejército imperial atajó la revuelta en la batalla de Villalar de 1521.

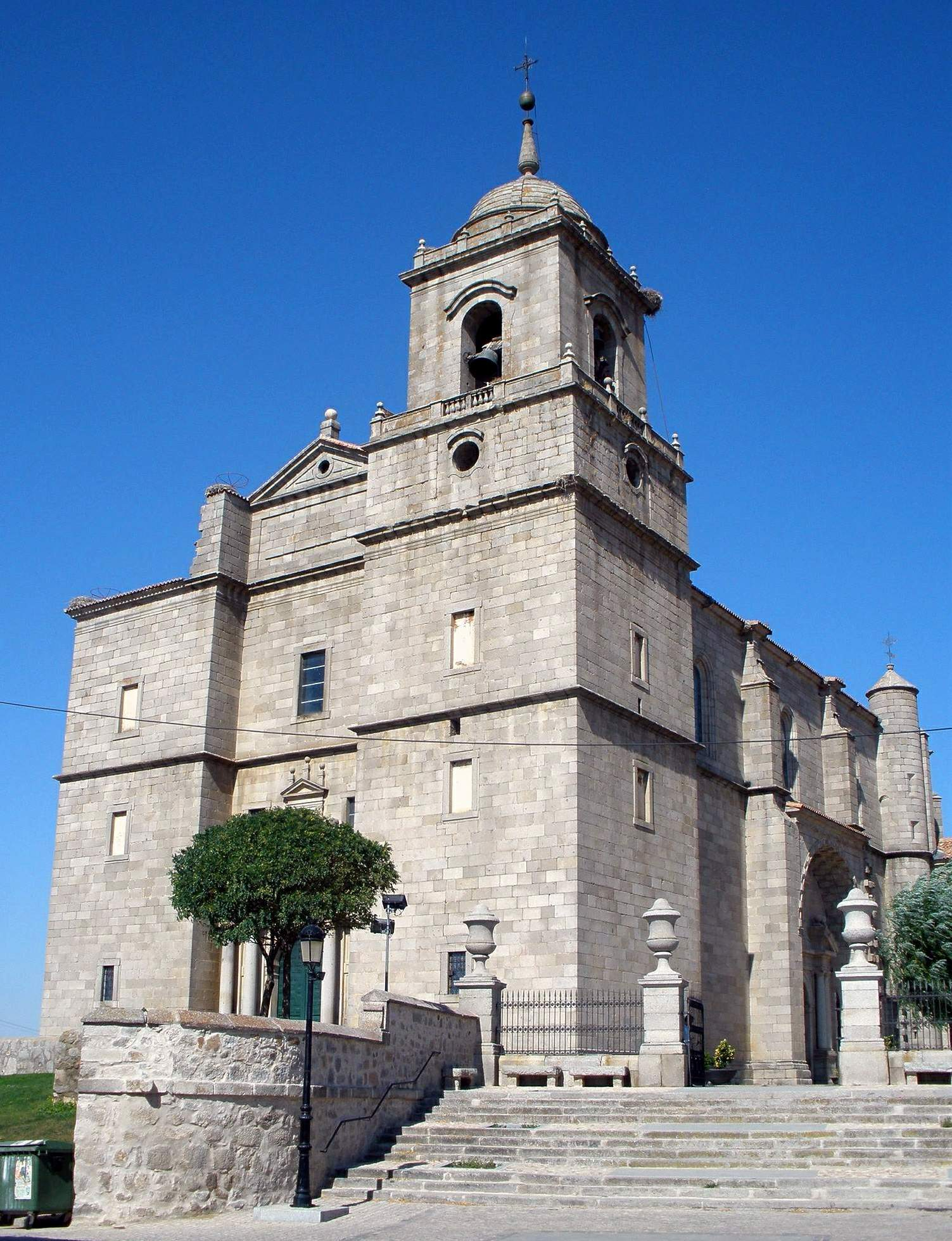
La Iglesia de San Sebastián es la de mayores dimensiones de la provincia de Segovia. El Marqués de Lozoya acostumbraba a referirse a ella como La Catedral de la Sierra

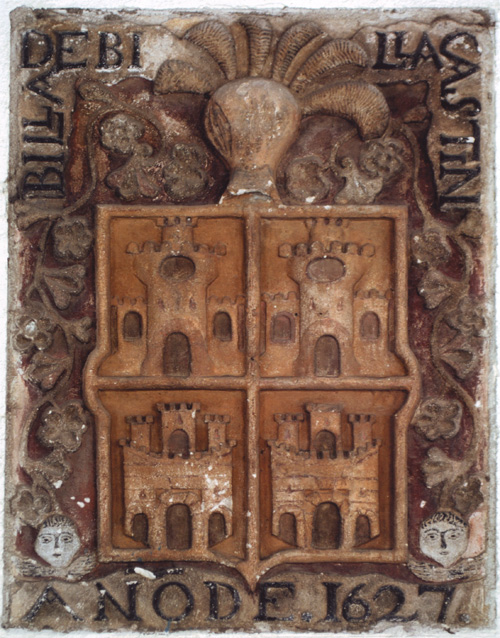
Escudo de Armas de la Villa: Billa de Billacastin - Año de 1627

Villacastín mantuvo el favor de la monarquía desde el siglo XI hasta el siglo XVIII, pero aquello que resalta en la historia de España es su gran importancia industrial en esta época. Con el auge de la Mesta y su localización privilegiada en el centro del Reino, en el lugar donde confluyen la Cañada Real Leonesa Oriental y la Cañada Real Soriana Occidental, le hizo contar con la mayor producción industrial de lana y queso de toda la península ibérica. Multitud de nobles se trasladaron allí para instalar su propia casa de esquileo. Existían lavaderos de lana en todo el término municipal. Con los enormes ingresos, en 1529 el concejo inicia las obras de una majestuosa iglesia-catedral acorde con la importancia de la urbe. La construcción de la Iglesia de San Sebastián se prolongó durante casi un siglo. La peste de 1599 hizo estragos en la población. El 28 de septiembre de 1608, el rey Felipe II otorga la Cédula Real de Villacastín por la que confirma la Alcaldía Mayor de la ciudad de Tegucigalpa.
Durante los siglos XVI y XVII, varios villacastinenses ocuparon altos cargos en la corte del Imperio español como es el caso del conde de Molina de Herrera, don Pedro Messía de Tobar (Consejero de Hacienda) y de don Miguel Moreno (Notario Real). Por ello, estos y muchos otros se vieron obligados a afincarse definitivamente en Madrid donde se había situado la corte imperial, ciudad en la que tuvieron su descendencia, aunque en su muerte hicieron darse sepultura en Villacastín. Muchos otros colonizaron las tierras del Nuevo Mundo y algunos de ellos se convirtieron en los máximos dirigentes de Venezuela.
En enero de 1621 el conde De Molina de Herrera junto a Juan Pedraza pusieron en marcha la construcción del actual convento de Santa Clara. Finalmente, el 4 de diciembre de 1632 finalizó la obra y fue ocupado por las Clarisas.
El 2 de septiembre de 1626, el rey Felipe IV otorga un mandato por el que dispensa a Villacastín de la jurisdicción de Segovia, pasando a ser villa independiente el 28 de marzo de 1627. En 1639, el villacastinense Fray Mauro de Tovar es el obispo de Venezuela. El lugar llegó a tener hasta 14 ermitas, 1 hospital, 2 monasterios y un gran número de casas nobiliarias, además de las más diversas construcciones industriales: molinos de todo tipo, lavaderos, casas o palacios de esquileo, batanes, palomares, etc.
En la guerra de sucesión española se produce el suceso de consecuencias más negativas para la localidad. Los días 16 y 17 de junio de 1706, el ejército de Su Majestad el rey Felipe V está apostado en Villacastín (Borbónicos). La tragedia se sucede el día siguiente. El 18 de junio de 1706 el ejército anglo-portugués (Austracista) entra en Villacastín empleando la fuerza, quemando molinos, batanes y herramientas, dejando además el pósito vacío.
La decadencia de la transhumancia, el decremento de los ingresos procedentes de la guerra y del descubrimiento de América, las epidemias, la crisis en la industria textil y que Madrid se convirtiera en la capital del Reino fueron las razones que desembocaron en una grave crisis demográfica que terminó con el esplendor de Villacastín en los siglos XVII y XVIII, que ya nunca volverá a ser tan importante como fue. A partir de entonces, desaparece de la historia de España y su hegemonía queda en el olvido.

### Edad Contemporánea
En la Guerra de la Independencia tuvo un destacamento francés. Napoleón quedó atrapado por un temporal de nieve el 24 de diciembre de 1808 al mando de unos 60 000 soldados. Se alojó en la actual casa del párroco donde su muerte fue frustrada. Las guerrillas lideradas por El Puchas y El Cocinero hicieron mella sobre todo en el destacamento francés asentado en San Rafael.
En 1833 se acondiciona el Camino Real que lleva a Madrid, conocido como carretera de Castilla. En 1860 se construye la carretera nacional Villacastín-Vigo.
En la guerra civil española, el 22 de julio de 1936, la Columna Serrador (sublevados) procedente de Valladolid, pasa por Villacastín donde se le unen fuerzas de Segovia con la misión de tomar el Alto del León. Dos días más tarde, la Columna Mangada (republicanos) ocupa Villacastín procedente de Navalperal de Pinares, a donde se retiraron después de que un batallón de expedicionarios dieran muerte en Labajos al líder falangista castellano Onésimo Redondo. Es entonces cuando dos escuadrones del regimiento de caballería acorazada Calatrava de Salamanca toman este importante nudo de comunicaciones hasta el final de la contienda. El general Emilio Mola (sublevado) organizó el Estado Mayor del Ejército del Norte en Villacastín cuando sus tropas llegaron al río Guadarrama. La localidad se encontraba desde un principio en el plan estratégico del bando sublevado.
En 1944, la Federación Nacional de Aparejadores y el Ayuntamiento de Villacastín erigen un monumento en memoria de Fray Antonio de Villacastín.

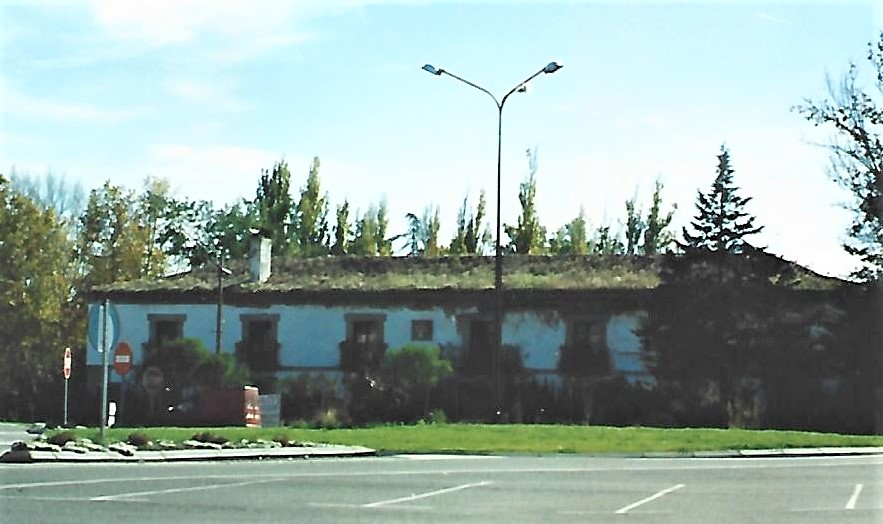
Antiguo Parador Nacional de Turismo. Inaugurado en 1961, fue levantado sobre los restos de una casa de esquileo de la Mesta, junto a las balsas para el lavado de lana. Tenía la categoría albergue de carretera por su limitación máxima a dos noches

En 1961 fue inaugurado el Parador Nacional de Turismo que fue cerrado en 1983. Está construido sobre los restos de un caserón de esquileo del Concejo de La Mesta, de tiempos de Carlos IV de España, en la Cañada Real Soriana Occidental.
En 2001 albergó el Campeonato del Mundo de Raid ecuestre.
En 2002 se inaugura la Autopista Villacastín-Ávila (AP-51).
Siglo XXI
En la actualidad, sigue siendo un lugar estratégico que une Segovia, Ávila y Madrid a través de las carreteras:
- N-6 (Madrid-La Coruña)
- AP-6 (Villalba-Adanero)
- AP-51 (Villacastín-Ávila)
- N-110 (Soria-Plasencia)

Sus habitantes se dedican a los sectores de la construcción y servicios principalmente. Tiene una muy importante actividad industrial dedicada a la fabricación de embutidos y productos cárnicos de gran calidad, y es uno de los principales productores de la Indicación Geográfica Protegida (Denominación de Origen) Chorizo de Cantimpalos.
De sus canteras se extraen materiales de construcción de diversas tipologías, siendo el principal y el más abundante el granito caracterizado por su gran dureza y calidad, que fue distinguido con una denominación propia, el Granito Gris Villa.

## Demografía
| Gráfica de evolución demográfica de Villacastín entre 1842 y 2021                                                     |
| |
| Población de derecho según los censos de población del INE. Población de hecho según los censos de población del INE. |

## Aeródromo
El aeródromo de Villacastín se ubica a unos cuatro kilómetros al oeste del puebloy está gestionado desde 2024 por la Asociación Apoyo Aeronáutica y Aviación Historia (A3H).

## Administración y política
Lista de alcaldes
| Periodo   | Nombre                      | Partido                                         |
| --------- | --------------------------- | ----------------------------------------------- |

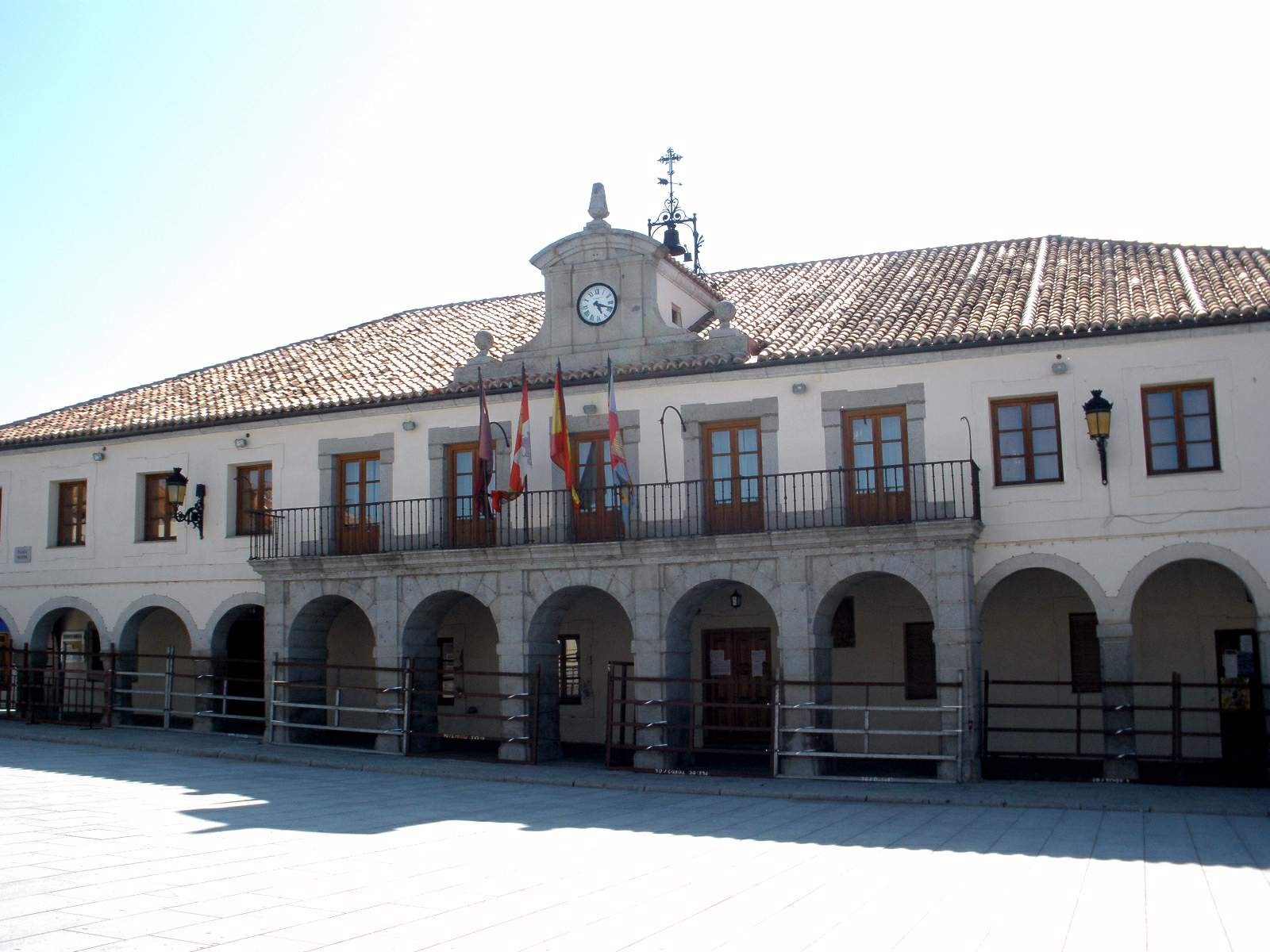
Casa consistorial

| 1979-1983 | Carlos González San Frutos  | A.E.                                            |
| 1983-1987 | Lorenzo Sánchez Vicente     | PSOE                                            |
| 1987-1991 | Lorenzo Sánchez Vicente     | PSOE                                            |
| 1991-1995 | Gonzalo Moreno Bachiller    | PSOE                                            |
| 1995-1999 | Miguel Ángel Molina Delgado | APV (Agrupación por el Progreso de Villacastín) |
| 1999-2003 | Jerónimo Lázaro Merinero    | PP                                              |
| 2003-2007 | Emiliana Lozano Jiménez     | AIV (Agrupación Independiente de Villacastín)   |
| 2007-2011 | José Antonio Pérez Garzón   | PP                                              |
| 2011-2015 | Jesús Grande Lozano         | PP                                              |
| 2015-2019 | Jesús Grande Lozano         | PP (2016) independientes                        |
| 2019-2023 | Julio César Sánchez Jiménez | PP                                              |
| 2023-act. | Julio César Sánchez Jiménez | Vox                                             |

## Cultura

### Patrimonio material
Iglesia de San Sebastián
Iglesia de estilo herreriano. Se ha atribuido sus trazas a fray Antonio de Villacastín, pero no es factible tal autoría, por cuanto el monje arquitecto de la orden jerónima contaba con dieciséis años de edad en 1529, cuando se inicia la construcción de la "Catedral de la Sierra", como le gustaba decir al marqués de Lozoya.
Otros monumentos

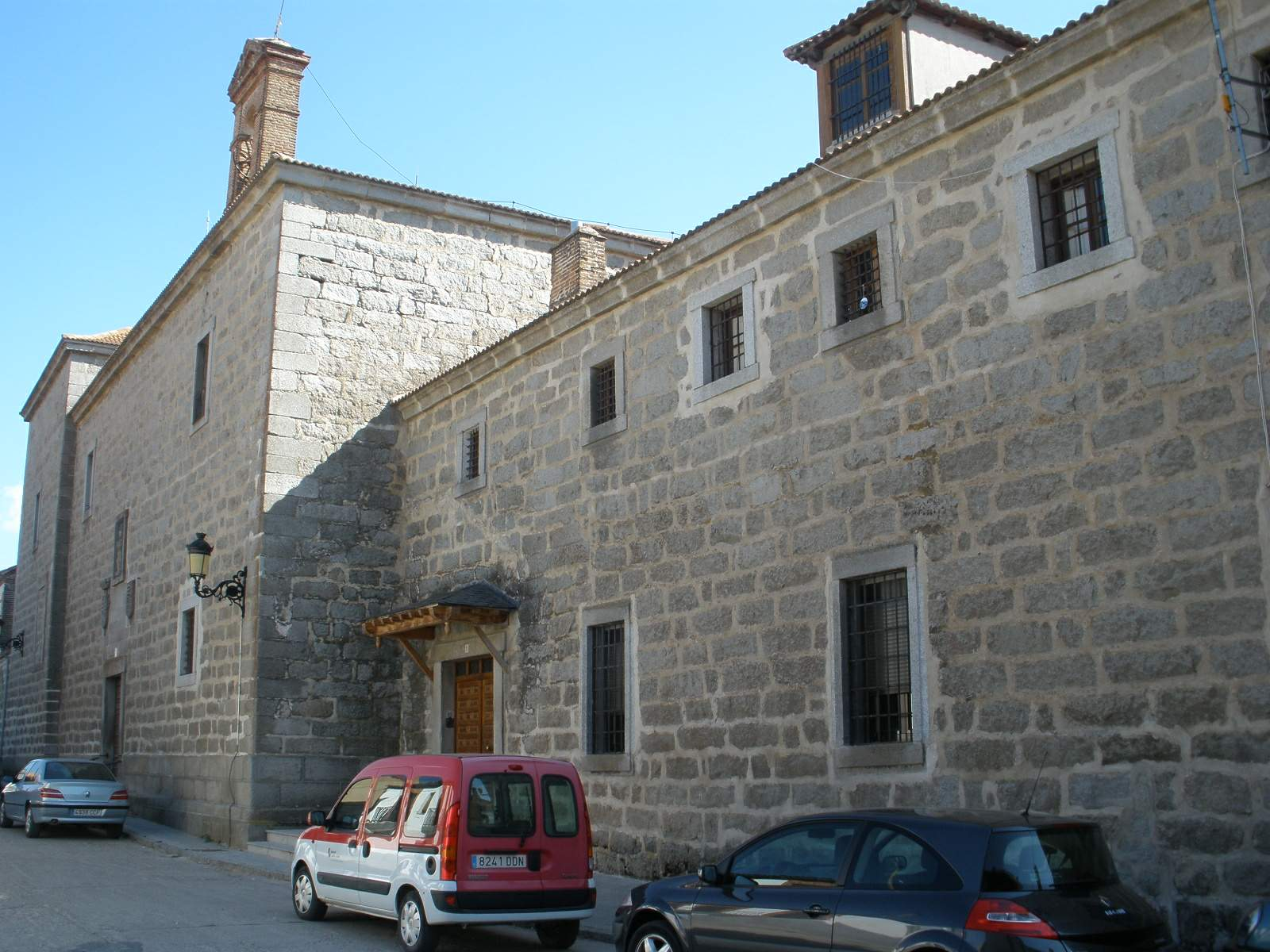
Monasterio de Nuestra Señora de los Ángeles

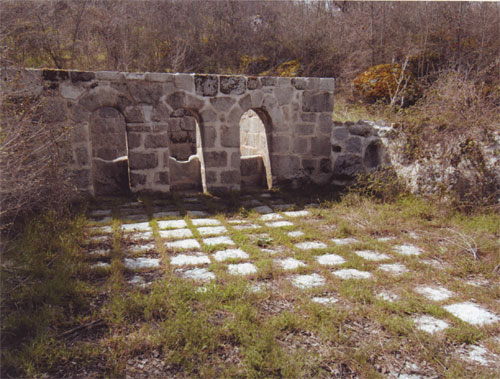
Fuente de San Juan

- Fuente de San Juan con arcos de medio punto, era un abrevadero romano.
- Casa de la Familia de La Torre, con escudo de la Orden de los Caballeros de Santiago.
- Palacio de Los Madrazo.
- Palacio de los Condes de Alba Real, en la plaza de Los Caños. Tiene su escudo picado.
- Fuente medieval de Los Caños.
- Casa de los Pérez de la Concha, en la plaza Mayor.
- Casa de esquileo de don Diego López de Perella (actualmente en ruinas)
- Lavaderos de lana de Perella, conocidos como Las Balsas.
- Puente del Campo Azálvaro, o Puente de Las Merinas (restaurado recientemente)
- Casa consistorial, con soportales castellanos, es la sede del Ayuntamiento desde 1575.
- Monasterio de Nuestra Señora de Los Ángeles (1632), habitado por monjas de clausura de la Orden de Santa Clara.
- Ermita de la Virgen del Carrascal (1595).
- Ermita de los Esclavos.
- Ermita de la Caridad (1751).
- Ermita del Santo Cristo del Valle, con artesonado mudéjar.
- Ermita del Cristo de la Veracruz.
- Antiguo Monasterio de Franciscanos descalzos, conocido como La Casona.
- Monolito a Fray Antonio de Villacastín (1944).
- La portada del Parador de Gredos en Navarredonda de Gredos (Ávila) pertenece a un Palacio del siglo XV de Villacastín. Es muy similar a la del Palacio de los Condes de Alba Real situado en la plaza de Los Caños.

### Patrimonio inmaterial
- En agosto son las Fiestas Patronales. El penúltimo domingo se celebra San Sebastián Mártir. Las fiestas comienzan el día anterior y terminan una semana después.
- En mayo, el día de la Ascensión de la Virgen se celebra la romería de la Virgen del Carrascal, patrona de la localidad.
- El 20 de enero, festividad de San Sebastián Mártir, patrón de Villacastín.
- El 5 de febrero, se celebra Santa Águeda, patrona de las mujeres. Es tradición que este día las mujeres tomen el mando del municipio, en recuerdo a su contribución en la Reconquista del Alcázar de Segovia.
- El 25 de julio, festividad de Santiago el Mayor, se celebra la fiesta de la juventud o de los Quintos.

## Ciudades hermanadas
- Calbuco (Chile). El protocolo de hermanamiento se firmó el 24 de abril de 2014.